# SN 2007sk
SN 2007sk – supernowa typu II odkryta 17 listopada 2007 roku w galaktyce A012705+0112. W momencie odkrycia miała maksymalną jasność 21,90m.